# Bellingham (Australie)
Pour les articles homonymes, voir Bellingham.
Bellingham (264 habitants) est un petit village du nord de la Tasmanie en Australie situé sur la rive droite de l'embouchure de la Pipers River. Il est situé à 62 km au nord de Launceston et à 259 au nord de Hobart.
En fait le village est surtout fait de cabanes qui servent de résidences secondaires pendant l'été, la population permanente ne dépassant pas 25 habitants.